# Publij Kornelij Scipion Afričan
Scipion starejši (Publius Cornelius Scipio Africanus Major), rimski vojskovodja in politik, * 235 pr. n. št., † 183 pr. n. št.
Scipion je bil potomec ugledne rimske družine Kornelijev. Njegov oče je bil konzul leta 218 pr. n. št. Publij Kornelij Scipion starejši. Njegov brat je bil Lucius Cornelius Scipio Asiaticus. Bil je tudi eden najboljših rimskih vojskovodij v drugi punski vojni. Kot tribun je bil priča rimskemu porazu v bitki pri Kanah. Pozneje je dvakrat premagal Kartažane. Leta 206 pr. n. št. se je s 35.000 vojaki vkrcal v severni Afriki in s tem prisilil Hanibala, da se je vrnil v Afriko. Naslednje leto (205 pr. n. št.) je postal konzul. Kartažane je premagal v odločilni bitki pri Zami. S tem so Rimljani zmagali vojno. Leta 194 pr. n. št. je bil ponovno konzul. Leta 184 pr. n. št. se je umaknil iz političnega življenja.
Zaznamujeta ga dve različni obdobji: najprej leta njegovega bliskovitega vzpona do zmage nad Hanibalom v Afriki (202 pr. n. št.), po kateri so mu v Rimu priredili triumf in ga počastili z vzdevkom "Afričan". V drugi polovici življenja pa so senatorji preprečili njegove nadaljnje načrte in junaštva. 
Scipion je močno izstopal – zanj zakoni niso veljali, kajti prej, kot je bilo to dovoljeno, je bil izvoljen na visok položaj in je prevzel poveljstvo. Čeprav se je to zgodilo med drugo punsko vojno, v kriznem obdobju, ko je bilo vsekakor smiselno razveljaviti ustavne predpise in dopustiti izjeme. Senatorji po zmagi nad Hanibalom niso hoteli dopustiti, da bi Scipion še bolj zaslovel. Pri tem je šlo verjetno tudi za nevoščljivost, poleg tega pa so senatorji mogoče že slutili, kako nevarna je lahko dolgoročna razveljavitev ustavnih predpisov. Njihovi strahovi so se izkazali za upravičene, kajti v poznejših letih so možje, kot so Marij, Sula, Pompej in Cezar, ki so si prizadevali, da bi sledili Scipionovemu zgledu, s svojim ravnanjem prekršili ustavne predpise in posledično povzročili razpad republike.
Scipiona so pozneje še večkrat izvolili za konzula in mu tudi drugače izkazovali časti, toda ko je Rim po zmagi nad Kartagino začel osvajati Grčijo in Malo Azijo, na čelu vojnih pohodov ni bil on. Tudi v vojni proti Antiohu III., kralju selevkidske države (naslednica države Aleksandra Velikega), za poveljnika ni bil imenovan on, temveč njegov brat Lucij. Vendar je Scipion brata spremljal in dejansko opravljal njegovo delo. S 30.000 možmi je premagal 70.000 Antiohovih vojakov. A spopad se Scipionu ni zdel primerljiv s spopadom s Hanibalom. Maščevanje senatorjev prav tako ni dolgo počivalo – po vrnitvi v Rim so ga skupaj z bratom obtožili, da sta se okoristila z delom bojnega plena. Scipion je besen ukazal prinesti računsko knjigo in jo raztrgal pred senatorji. Tako so brata obsodili zaradi podkupovanja, njemu, največjemu rimskemu vojskovodji, pa so z obsodbo prizanesli, ker se je umaknil v Litern, kjer je leta 183 pr. n. št. umrl.
Glej tudi:
- Druga punska vojna
- Rimsko osvajanje Iberskega polotoka
- Rimsko-selevkidska vojna